# 斜帶副獅子魚
斜帶副獅子魚，為輻鰭魚綱鮋形目杜父魚亞目獅子魚科的其中一種，分布於南冰洋凱爾蓋朗群島及克羅澤群島海域，棲息深度350-1345公尺，體長可達10.1公分，為深海底棲性魚類，屬肉食性，生活習性不明。

## 擴展閱讀
維基物種上的相關：斜帶副獅子魚